# Olimpia Szczecin
MKS Olimpia Szczecin – kobiecy klub piłkarski ze Szczecina, istniejący w latach 2005–2022.

## Historia
Klub powstał w czerwcu 2005 roku. Jeszcze w tym samym roku drużyna przystąpiła do rozgrywek II ligi (trzeci poziom rozgrywkowy). W 2008 roku zespół awansował do I ligi, a w roku 2014 do Ekstraligi. Klub wpierw korzystał z boiska Zachodniopomorskiego Centrum Edukacyjnego przy ulicy Hożej, później grywał także na Stadionie Stoczniowym, na boisku bocznym Stadionu Miejskiego, a od sezonu 2020/2021 na stadionie MOSRiR przy ulicy Witkiewicza.
W maju 2022 prezes Olimpii Maciej Buryta i prezes Pogoni Szczecin Jarosław Mroczek poinformowali, że od sezonu 2022/2023 Olimpia będzie występować jako Pogoń Szczecin.